# Нгуен Ван Ли, Тадеуш
Тадеуш Нгуен Ван Ли (вьет. Tađêô Nguyễn Văn Lý; род. 15 мая 1946) — деятель вьетнамского правозащитного движения, католический священник, диссидент. Выступал за ненасильственные методы борьбы за права человека. Известен как политический заключенный, в 1983 году был признан узником совести организацией Amnesty International. Провел более 20 лет в тюрьмах или под домашним арестом за правозащитную деятельность.
Лауреат премии «Человек человеку» чешской неправительственной организации «Человек в беде» (2002). Кандидат на премию имени Андрея Сахарова «За свободу мысли» (2009).